# 劉大潭
劉大潭（1956年7月21日－），身障發明家，出生於台灣南投縣，逢甲大學機械工程學系畢業，為速跑得機械股份有限公司董事長，曾獲得多項發明大獎。2008年獲選為逢甲大學第十屆傑出校友。被譽為生命鬥士。

## 生平

### 兒童時期
劉大潭在三歲時不慎被施打到過期的小兒麻痺預防針，雙腿嚴重萎縮，因此只能以鱷魚行走的方式移動身體，後來才以雙手托著雙腳的方式走路。七歲本來要就讀小學那年，父母擔心必須爬行的劉大潭吃不了這種苦，便沒讓他去上學。直到九歲那年，劉大潭告訴他父親他想讀書，於是父親找上了小學校長，而小學校長也答應讓他就學。當時年僅十三歲的劉大潭，立下自己三十歲以前要達到的 三個目標：
一、不做乞丐，自己要能自食其力
二、要拿到大學文憑
三、結婚生小孩 
小小的三個願望，對正常人來說或許微不足道，但對行動不便，又是赤貧出身的大潭教授，卻是極大挑戰，我們的一小步，在大潭教授的生活裡卻是艱難的一大步，真是太難了。

### 求學階段
不管小學、國中、到高中，都以全校第一名畢業，兩度半爬半蹲著到講台前領取象徵最高榮譽的縣長獎。大潭教授笑說：「殘障的人什麼沒有，就是時間最多，同學出去玩，我只能看書，不知不覺就讀了很多書。」國中畢業後，雖然自己的成績非常優異，但因為家境並不好，再加上自己殘障的緣故，父親希望他有一技之長，例如修鐘錶，便建議他去念高職，於是劉大潭便投考台中高工，並以儀錶科為第一志願。考上台中高工儀錶科，老師發現他的殘狀況及他科系的目的後，便坦白地告訴他：「此儀錶科是指工業儀錶而言，是飛機或輪船上的儀錶，必須爬上爬下的工作，而非修鐘錶，不太適合你。」於是便建議他轉讀機械製圖，劉大潭也就欣然同意這項建議。

### 求職生涯
雖然高工是以第一名畢業，三個暑假都在機械廠打工的他，更有同齡畢業生所缺乏的實務經驗，但在求職過程中，曾經被一百多家公司行號拒於門外，通常連主考官都沒見到，甚至在工廠大門就被守衛趕出來；甚至連報考國營企業公司，在二千多人當中筆試成績第一，最後還是因為身體的因素沒有錄取，找了兩百多家工廠，終於有人願意試用，劉大潭用所有時間和精神，認真工作，不計酬勞，免費加班，別人設計東西都只畫出一種方案，劉大潭都加班設計五六種方案供老闆圈選，終於得到老闆的賞識，由組長、設計課長，一直升到研發部經理，而且薪水是全廠最高的。劉大潭在自覺學歷不足的情況下，他利用上班工作之餘，晚間私人時間到逢甲大學機械系夜間部進修。喜歡研究發明的劉大潭，自覺國內的機械界還無法像日本的機械業那麼重視研究發明，一般的老闆較重視現成的績效，不願花太多的心血於研究開發產品上，於是他便決定自行創業，成立速跑得機械工業公司。以「關懷」為創業宗旨，看到電視新聞成功大學五個大學生遇到火災活活被燒死，發明了高空緩降機，他創業的第一項產品出爐，之後接連參展，因為產品實用、創新，一路勢如破竹，獲獎連連，也接獲多筆大訂單，如台中中友百貨、台北華航大樓，都是採用他的高空緩降機。靠著自己的智慧，當時三十五歲的大潭教授，賺到人生第一桶金，現在已是全球都在使用的逃生工具，在心裡說加油!加油!

### 創業
劉大潭成立速跑得機械工業公司，以「關懷」為創業宗旨，開始自己的發明路。到目前為止，發明已超過百樣，他參加比賽得到的金牌已經超過「一公斤」，獎金超過兩百萬，他的人生目標是「金牌五公斤、獎金五百萬」。
大潭教授的速跑得公司，除了高空緩降機以外，主要產品還包括可以讓游泳池一整年不用換水的微電腦控制六通閥，以及應用在科技廠房廢氣燃燒設備裡的耐高溫氣密閥，台積電、緯創等科技大廠都是他的客戶，這些創新產品，都是出自他的手筆。
因為感同身受社會弱勢族群的痛苦，如今他心有餘力想要建造全台第一間無障礙的庇護工場，衍生"社團法人高雄市劉大潭希望工程關懷協會"，協會成立目的，聚眾之力累積能量，來完成這偉大的工程，未來可提供給身障人士『職能培訓、潛能開發、工作機會』的舞台，並將大眾關懷的力量傳播到社會的每個角落。

## 著作
用手走路的發明王

## 榮譽
- 日內瓦國際發明展金牌獎
- 發明緩降機
- 機械製圖技能競賽金牌.( 1984年)
- 全國發明展第一名.( 1989)
- 全國發明展金頭腦獎. (1990)
- 瑞士日內瓦國際發明金牌. (1990)
- 德國國際發明金牌 .(1991)
- 國科會十大傑出科技人才獎.(1991)
- 文化復興運動總會科技總統獎. (1995)
- 中小企業創新研究獎. (1994)
- 金毅獎. (1995)
- 立體機械製圖技能競賽金牌.(2004)